# 查理·布莱克
小查尔斯·布拉德福德·布莱克（英語：Charles Bradford Black Jr.，1921年6月15日—1992年12月22日），美国NBA联盟职业篮球运动员。